# Maxmilián Josef Sommerau-Beckh
Maxmilián Josef svobodný pán Sommerau-Beckh (21. prosince 1769 Vídeň – 31. března 1853 Olomouc) (něm.: Maximilian Joseph Gottfried von Sommerau Beeckh) byl kardinálem a arcibiskupem olomouckým v letech 1836 až 1853.

## Životopis
V roce 1809 získal ještě jako vojenský kaplan Zlatý Záslužný kříž pro vojenské duchovní I. typu. V letech 1831–1836 byl proboštem Metropolitní kapituly v kostele svatého Václava v Olomouci.
Pomohl vybudovat nemocnici vincentek v Kroměříži a nechal přebudovat Podzámeckou zahradu v Kroměříži včetně strže na řece Moravě zajišťující vodní hospodářství zahrady. Taktéž nechal obnovit a vyzdobit kostel sv. Mořice. V kostele sv. Mořice nechal vybudovat tzv. Křestní kapli v níž podle vlastního přání také odpočívá.

## Galerie

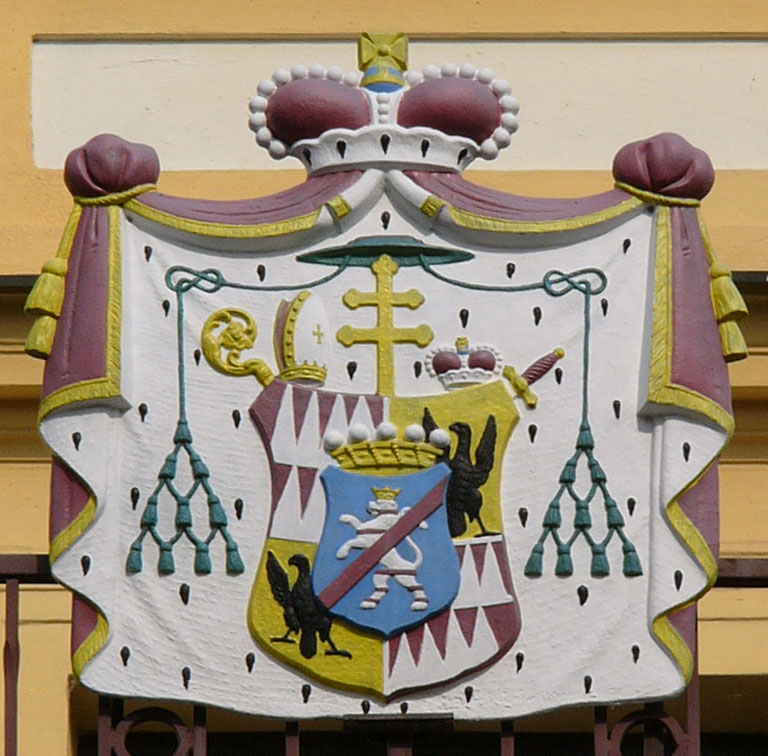
Znak Maxmiliána Josefa svobodného pána ze Somerau-Beckh na budově olomouckého semináře
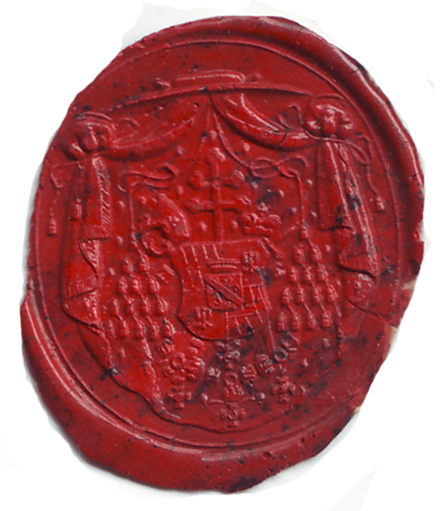
Pečeť arcibiskup v Olomouci 1836-1853
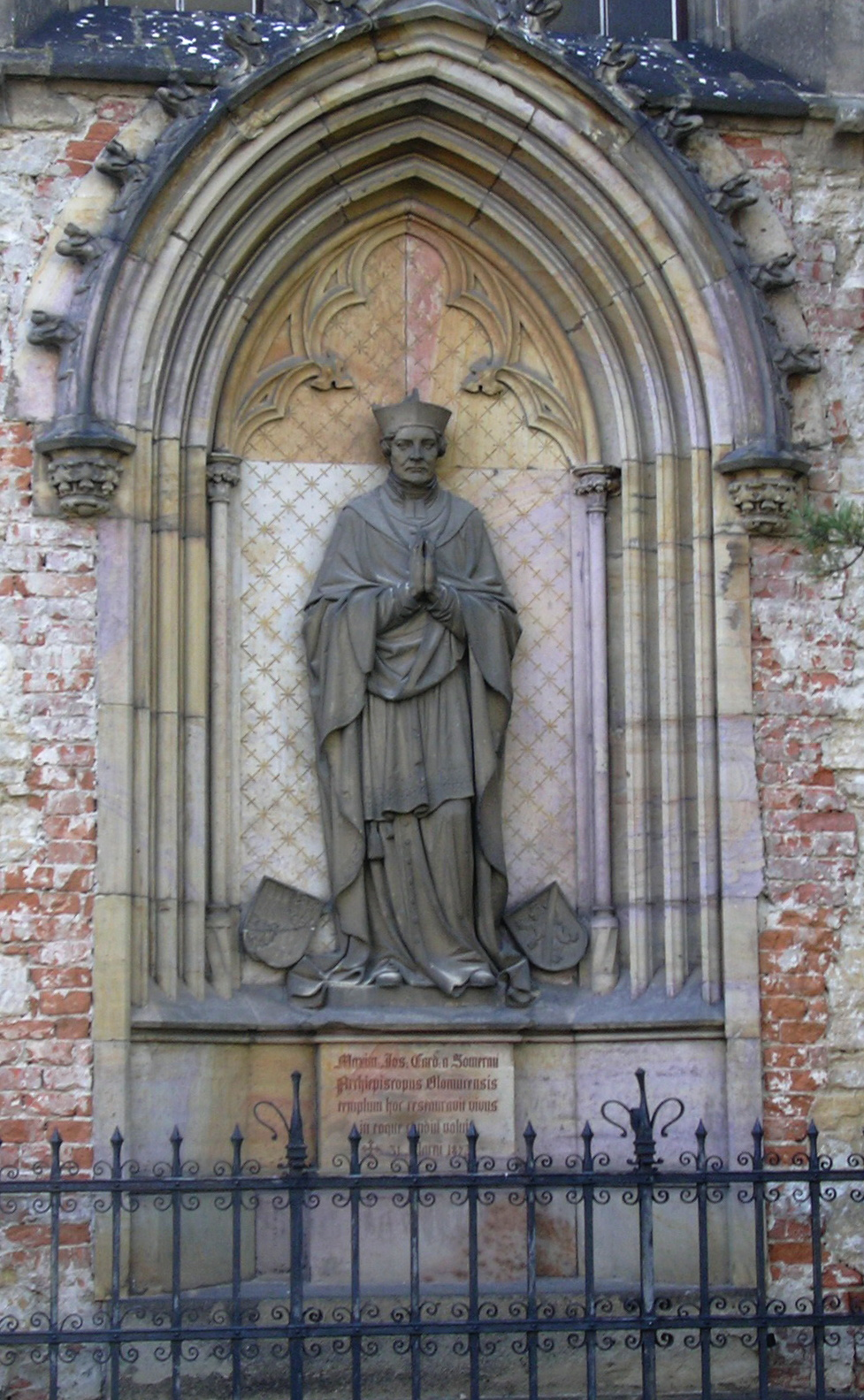
Epitaf kardinála Sommerau Beckha na východní straně kostela sv. Mořice v Kroměříži

### Externí zdroje
- SOMMERAU BEECKH, Maximilian Joseph Gottfried von na stránkách Salvatora Mirandy